# Tadeusz Podgórny
Tadeusz Podgórny (ur. 13 lutego 1958 w Głuchołazach) – polski piłkarz grający na pozycji obrońcy. Wieloletni zawodnik Odry Opole i Śląsk Wrocław.

## Życiorys
Tadeusz Podgórny karierę piłkarską rozpoczął za namową starszego brata w 1971 roku w Unii Bodzanów. Krok po kroku doskonalił swoje piłkarskie umiejętności, co spowodowało, że dostał powołanie do kadry wojewódzkiej juniorów na mecz z rówieśnikami Odry Opole. Tam talent dostrzegł Zdzisław Drożdzyński. Jego dobrą grę dostrzegli trenerzy młodzieżowej reprezentacji Polski, którzy powołali go na mecze z NRD i Rumunią. Pierwszym sukcesem Podgórnego było wywalczenie mistrzostwa województwa opolskiego. Do Odry Opole trafił w 1976 roku, gdy trenerem był Antoni Piechniczek.
Tadeusz Podgórny stał się jednym z kluczowych zawodników drużyny prowadzonej przez trenera Antoniego Piechniczka. W pierwszym meczu sezonu 1976/1977 z Legią Warszawa trener Antoni Piechniczek miał kłopoty ze skompletowaniem linii obrony, który ostatecznie zdecydował się postawić na Podgórnego, który rozegrał bardzo dobry mecz m.in. pilnował bardzo szybkiego napastnika "Legionistów" Tadeusza Nowaka. 18 czerwca 1977 roku, zdobył wraz z drużyną Puchar Ligi, pokonując w finale Widzew Łódź (3:1) na Stadionie Miejskim w Częstochowie, co dało Odrze prawo jedynego w historii klubu startu w Pucharze UEFA.
Początek sezonu 1978/1979 był znakomity w wykonaniu Odry Opole, gdyż zdobyli tytuł mistrza jesieni. Runda wiosenna nie była już tak udana i Odra Opole ostatecznie zajęła 5.miejsce w tabeli. Później z Odrą Opole nie odnosił już większych sukcesów, w której grał aż do sezonu 1980/1981, kiedy Odra spadła z I ligi, w II i III lidze.

## Sukcesy
- Puchar Ligi Polskiej: 1977
- Mistrz jesieni w sezonie 1978/1979
- Wicemistrz Polski juniorów: 1976